# MR-UR-100
El MR UR-100 (en ruso: МР УР-100, designación GRAU: 15А15, designación OTAN: SS-17 Spanker) era un misil balístico intercontinental de desarrollo y construcción soviéticos. Nacido como un sustituto de la UR-100 fue el primer misil balístico intercontinental soviético en ser equipado con cabezas nucleares MIRV. Entró en servicio a principios de los años setenta, los últimos ejemplares fueron retirados a principios de los años noventa.

## Historia

### Desarrollo

MR-UR-100

El académico V. F. Utkin en el OKB-586 a mediados de la década de los sesenta inició el desarrollo de un nuevo misil balístico internacional, para reemplazar el anterior UR-100 y capaz de transportar ojivas MIRV. En principio, este proyecto compitió con lo que luego se convertiría en el UR-100N, SS-19 Stiletto, pero al final se decidió desarrollar ambos sistemas.
El desarrollo de la configuración más simple con una única cabeza de combate se aprobó en septiembre de 1969, mientras que versión capaz de llevar múltiples tendrá que esperar al año siguiente.
La versión básica MR-UR-100 ( GRAU : 15A15 ) se disparó por primera vez el 26 de diciembre de 1971, el mismo día de la configuración de varias cabezas (que tenía el mismo nombre y la misma codificación GRAU). La prueba de este último, sin embargo, fracasó, y para obtener un lanzamiento exitoso tendrá que esperar otros nueve meses, el 15 de septiembre de 1972. Estos dos misiles entraron en servicio en 1975.
El 16 de agosto de 1976, también se aprobó la implementación de una versión con características mejoradas, llamada MR-UR-100 UTTKh o MR-UR-100U (GRAU: 15A16 ), que voló por primera vez el 25 de octubre de 1977. Se puso en servicio el año siguiente.

### Uso operacional
El misil entró en servicio en la Fuerza de misiles estratégicos soviética en 1975. En Occidente recibió el nombre código de la OTAN de SS-17 Spanker. Identificadas las variantes individuales: Mod. 2 la versión básica, Mod. 1 la primera versión con múltiples cabezas y Mod. 3 que con múltiples cabezas mejorada.
En 1979 había 130 misiles en servicio. En el año siguiente, Mod. 2 se retiró del servicio a favor de configuraciones de cabeza múltiple. En 1983, Mod. 3 reemplazó todos los Mods 1 restantes, alcanzando el número máximo de unidades operativas (150). Posteriormente, la carrera operativa del misil comenzó a declinar rápidamente, tanto que cuando se negociaron los acuerdos START I de 1991, la URSS solo tenía 47 lanzadores para estos misiles, todos los cuales fueron desguazados en muy poco tiempo.

## Descripción técnica

### Características generales
El MR-UR-100 era un misil balístico de alcance intercontinental de dos etapas, con una longitud superior a 20 m y un peso de lanzamiento que excede 70 toneladas (63 de las cuales son propergoles). Empleaba propergoles líquidos hipergólicos, una combinación de UDMH como combustible y tetróxido de dinitrógeno como oxidante. Fue el primer ICBM soviético en tener una capacidad MIRV. La cabeza de combate MIRV con 4 ojivas de 750 k tones, y el dispositivo de guía inercial se introduce antes del lanzamiento y la computadora digital se usa hasta la separación antes de que se establezca su alcance máximo de 10320 km. La carga útil para las tres versiones fue de 2 550 kg. Las dimensiones del misil tenía que respetar las de los silos del anterior UR-100: lo que se tradujo en un diámetro de 2,25 m para la primera etapa y de 2,1 para la segunda. Ambas etapas estaban interconectados por medio de un compartimiento de conexión de forma cónica, que era estructuralmente parte de la primera etapa. Y se diseño para destruirse mediante carga explosiva en el momento de la separación.
El tanque de combustible de la primera etapa estaba situado en la parte superior, el tanque de comburente en la parte inferior y ambos están separados por la pared divisoria común hemiesférica. La propulsión de la primera etapa constaba de dos motores: un  RD-268 (15D168 ) de una sola cámara de combustión con una configuración de combustión escalonada para el empuje y un  RD-863 (15D167) para el control de dirección con cuatro cámaras orientables. El control de vuelo de la etapa se realiza inclinado cada cámara del motor en el plano en un ángulo de ± 38 °. El motor con un sistema turbobomba según un esquema sin combustión posterior de los gas del generador. El tiempo de encendido de 130 segundos.
La segunda etapa tiene solo un motor de ciclo abierto RD-862 (15D169), con un tiempo de encendido de 195 segundos. El control del vector de empuje de cabeceo y guiñada, se realizaba mediante la inyección de gas en la parte supersónica de la tobera de la cámara mediante a cuatro pequeñas boquillas en los ejes. Finalmente, una vez fuera de la atmósfera entraban en acción los propulsores de propelente sólido para separar las etapas.
Además de la capacidad MIRV, con un máximo de cuatro cabezas nucleares, este misil tenía un sistema de arranque "frío" desde el silo blindado, con la salida de una especie de pistón impulsado por gas comprimido. Dentro del silo, el misil se encontraba dentro de un contenedor protector especial, equipado con dos capas diferentes de material para absorber los impactos. Pero debido a la mejora en precisión de los misiles balísticos intercontinentales de los Estados Unidos, unos años después del despliegue inicial comenzaron a reforzar los silos. Como resultado, el costo de la instalación aumentó.

### Resumen de la versión
Se fabricaron tres versiones de MR-UR-100
- SS-17 Mod. 1 : Versión MIRV de cuatro cabezas del SS-17, cuyo desarrollo se agotó en septiembre de 1970. La potencia de cada ojiva era de aproximadamente 300-750 kt , para un peso total de 2 550 kg . La guía fue inercial, con un CEP de aproximadamente 400 m. El misil voló por primera vez en mayo de 1971, mientras que las pruebas operacionales tuvieron lugar el próximo diciembre. Después de que la fase de prueba finalizó el 17 de diciembre de 1974 , el primer regimiento con la nueva arma se puso en alerta operativa el año siguiente.[1]
- SS-17 Mod. 2 : versión "básica" del SS-17, cuyo desarrollo fue autorizado en septiembre de 1969 (12 meses antes de que el del Oeste se identifique como Mod. 1). Estaba equipado con una solo cabeza de combate de potencia entre 3.5 y 6 megatones , y se retiró del servicio en 1980.[1]
- SS-17 Mod. 3 : esta es la última versión, cuyo desarrollo se inició en agosto de 1976 a pedido del gobierno soviético. El OKB-586 Yuzhnoye diseñó esta nueva arma con mayor precisión, mejor "supervivencia" y mejor fiabilidad. El armamento, sin embargo, permaneció de cuatro cabazas, como en Mod. 1. El 25 de octubre de 1977, se iniciaron las pruebas del MR UR - 100U, mejorado, y se llevaron a cabo en la instalación de Baikonur hasta el 15 de diciembre de 1979. Un año después, se desplegó una nueva instalación con misiles mejorados en el estratégico ejército de cohetes.[2] Y tres años más tarde esto había reemplazado todas las otras versiones. Permaneció en servicio hasta principios de los años noventa.[1]

A diferencia del predecesor, el nuevo misil está equipado con un sistema de gestión más completo y mejor MIRV y se suponía que iba a ser utilizado por el ejército estratégico de cohetes hasta el año 2000 a finales de 1980. Con la firma del Primer Tratado de Reducción de Armas Estratégicas (START - 1), el número de despliegues se limitó a 47, y en 1995 se eliminaron.

### Especificaciones del MR-UR-100
| sistema           | RS-16A Sotka                    | RS-16A Sotka                    | RS-16B Sotka                       |
| misil             | 15A15                           | 15A16                           | 15A16M                             |
| código de la OTAN | SS-17 Spanker mod 1             | SS-17 Spanker mod 2             | SS-17 Spanker mod 3                |
| año               | 1975                            | desconocido                     | 1980                               |
| configuración     | 2 etapas. Propergoles líquidos. | 2 etapas. Propergoles líquidos. | 2 etapas. Propergoles líquidos.    |
| longitud          | 24,38 m                         | 24,38 m                         | 24,38 m                            |
| diámetro          | 2.250 mm                        | 2.250 mm                        | 2.250 mm                           |
| peso              | 71.100 kg                       | 71.100 kg                       | 71.100 kg                          |
| carga útil        | 2.550 kg                        | 2.550 kg                        | 2.550 kg                           |
| ojiva             | 3 MRV nucleares 200 kT          | 1 RV nuclear 3.6 MT             | 4 MIRV nuclear 750 kT más señuelos |
| alcance efectivo  | 10.000 km                       | 11.000 km                       | 10.000 km                          |
| (CEP)             | 400 m                           | 400 m                           | 400 m                              |